# Флаг Того
Государственный флаг Тоголезской Республики принят 27 апреля 1960 года при провозглашении независимости страны.
В статье 3 действующей Конституции IV Тоголезской Республики, принятой на референдуме 27 сентября 1992 года и утверждëнной парламентом страны 14 октября 1992 года, флаг описан следующим образом:

Национальной эмблемой является флаг, состоящий из пяти чередующихся зелёных и жёлтых полос. В левом верхнем углу белая пятиконечная звезда в красном квадрате.

## Символика
Флаг был разработан Полем Ахийем (англ. Ahyi Paul).
Цвета имеют следующее значение:
- Зелёный цвет символизирует надежду и сельское хозяйство страны.
- Жёлтый цвет символизирует ценность национального единства и богатство недр страны.
- Красный цвет олицетворяет кровь, которая пролита жителями Того за независимость и которая будет пролита сыновьями нации во время защиты целостности и суверенитета Того против любого агрессора.
- Белый цвет символизирует мир, мудрость, чувство достоинства[3].

Звезда олицетворяет жизнь, непорочность, а также подчёркивает национальное единство страны. Пять горизонтальных полос символизируют пять административных регионов Того.

## Исторические флаги
Генеральный консул Германской империи в Тунисе Густав Нахтигаль, направляясь по поручению канцлера Германской империи князя Отто фон Бисмарка для подъёма германских флагов в район устья реки Камерун и на побережье Юго-Западной Африки, совершил по просьбе германской торговой фирмы «Вёльбер унд Бром» и Северогерманского миссионерского общества не предусмотренное канцлером приобретение, провозгласив германский протекторат над узкой полосой участка побережья Невольничьего берега между британской колонией Золотой Берег и французской колонией Дагомея протяженностью 20 км, между Анехо и Ломе, остававшийся неразграниченным между Великобританией и Францией. 5 июля 1884 года в деревне Багида был поднят государственный военный флаг Германии (нем. die Reichakriegsflagge) в знак заключения первого договора «о защите» с вождём народа эве Млапой, с которого началось установление германского протектората над различными племенами побережья Гвинейского залива и территориями внутри континента, получившими в дальнейшем общее название Тоголанд (нем. Togoland) и которые с 1 января 1905 года составили единый германский Протекторат Того (нем. die Schutzgebiet Togo).

Проект флага Протектората Того, 1914 год

В 1914 году под наблюдением статс-секретаря имперского колониального ведомства Германии Вильгельма Зольфа были разработаны проекты гербов и флагов для всех германских колониальных владений. Проекты гербов представляли собой увенчанные германской императорской короной щиты, в серебряной главе которых был изображён прусский чёрный одноглавый орёл с чёрно-серебряным щитком из родового герба Гогенцоллернов на груди, а в основном поле щита изображалась собственно эмблема владения. Для Того предлагалось установить в качестве его символа изображение пальмы и двух змей в серебряном поле. В качестве флагов колониальных владений предлагалось утвердить чёрно-бело-красный национальный флаг Германии с эмблемой в виде щита, содержащий нижнюю часть из герба (то есть символ собственно колонии или протектората). Но начавшаяся Первая мировая война помешала осуществлению этого плана и гербы и флаги германских колониальных владений никогда не были утверждены.
Уже к 26 августа 1914 года вся территория Того была оккупирована французскими и британскими войсками.  Несмотря на формальный раздел территории Того Версальским договором совместное временное военное франко-британское управление продолжалось до 1922 года, когда Лига Наций предоставила Великобритании и Франции мандат группы «В» на управление Того. Франция включила свою часть в состав Французской Западной Африки как отдельную административно-территориальную единицу, Великобритания передала управление подмандатной территорией губернатору Колонии и Протектората Золотой Берег, причем северная часть британской подмандатной территории была отнесена к Протекторату Северные Территории, а южная — к Колонии Золотой Берег. После прекращения существования Лиги Наций ООН в 1946 году изменила статус подмандатных территорий на подопечные территории ООН с сохранением управления ими Великобританией и Францией.
Перед предоставлением Великобританией независимости Золотому Берегу ООН провела в 1956 году среди жителей британской подопечной территории плебисцит, в результате которого британское Того объединилось с Золотым Берегом, который с 6 марта 1957 года стал независимой Республикой Гана, первой в новейшее время принявшей флаг панафриканских цветов.

Флаг Автономной Республики Того
1957—1960

В 1957 году на территории Подопечной территории Объединëнных Наций Того была создана Автономная Республика Того, флагом которой было зелëное полотнище с французским триколором в крыже и двумя белыми пятиконечными звëздами на полотнище.
Современный флаг Того был разработан художником Полем Ахи в соответствии с золотым прямоугольником. Ахий считался одним из величайших африканских художников своего поколения. Родился в Того, закончил Национальную высшую школу изящных искусств в Париже в 1959 году и вернулся в Того. Он разработал флаг Того, занимаясь в это время и другими современными работами. В 1959 году Совет Безопасности ООН прекратил режим опеки и 27 апреля 1960 года была провозглашена независимость Тоголезской Республики. В этот день впервые был поднят её флаг, победивший на конкурсе среди проектов флагов, организованном правительством страны.